# Heguri
Heguri (japanska: 平群町?, Heguri-chō) är en landskommun (köping) i Nara prefektur i Japan.  